# Letis scopsella
Letis scopsella är en fjärilsart som beskrevs av George Francis Hampson 1926. Letis scopsella ingår i släktet Letis och familjen nattflyn. Inga underarter finns listade i Catalogue of Life.